# Ben Spies
Ben Spies (Germantown, Tennessee, 1984. július 11. –) korábbi amerikai motorversenyző, egyszeres Superbike-, háromszoros AMA Superbike-bajnok. Legutóbb a MotoGP-ben versenyzett.

## Karrierje

### Kezdetek
Motorversenyzői pályafutása ötévesen kezdődött, 1993-ban pedig már egy nyolcvan köbcentiméteres bajnokságban szerzett bajnoki címet. Tizennégy éves korában már hatszáz köbcentiméteres szériamotorokkal versenyzett, hasonlókkal, mint amilyenekkel az AMA Superbike bajnokságban versenyeznek. 2000-ben itt kapott szerződést a Suzukitól.

### AMA Superbike

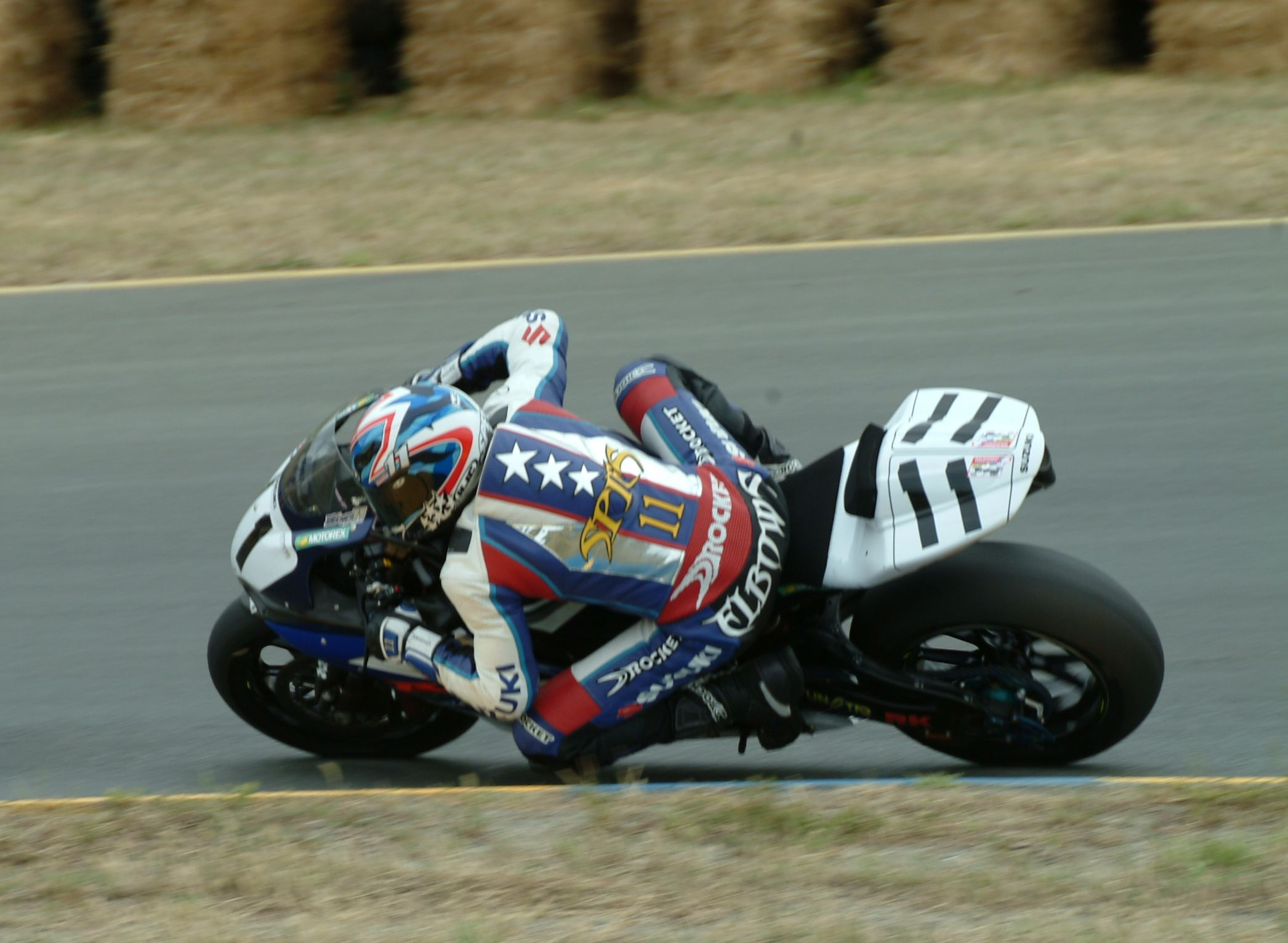
Spies az Infineon Racewayen 2005-ben.

Spies egészen 2005-ig az AMA Superbike betétfutamaiként megrendezett Superstock, illetve Supersport kategóriákban indult. 2005-ben vett részt először a fő sorozatnak számító Superbike-ban, ekkor még párhuzamosan a Supersporttal.
2005-ben, első Superbike-szezonjában rögtön megszerezte első győzelmét, ezenkívül a 17 versenyből 14-en állhatott dobogóra. Első idényét a második helyen zárta, mindössze huszonnégy ponttal lemaradva a sorozat akkor hatszoros győztesétől, az ausztrál Mat Mladintől. Ezt követően zsinórban háromszor meg tudta nyerni a sorozatot, közte a 2007-est, amely a sorozat történetének legszorosabb összetett végeredményét hozta. Spies ekkor mindössze egyetlen ponttal előzte meg Mladint.
2008-as, harmadik bajnoki címével mindössze a negyedik versenyző lett, aki legalább háromszor győzni tudott a sorozatban. Korábban Reg Pridmore, Fred Merkel és Mladin tudták ezt véghezvinni.

### MotoGP-szabadkártyás versenyek
A MotoGP-ben először 2008-ban, a brit versenyen szerepelt a sérült Loris Capirossi helyett, ekkor még a Suzukinál. Később még a két amerikai versenyen, Laguna Secában és Indianapolisban indult. Mindhárom versenyen pontot tudott szerezni, sorrendben a tizennegyedik, a nyolcadik és a hatodik helyen végzett.
2009-ben már későbbi csapatánál, a Tech 3 Yamahánál kapott szabadkártyát a szezonzáró valenciai versenyre. Itt is pontot tudott szerezni, hetedikként zárt.

### Superbike-világbajnokság

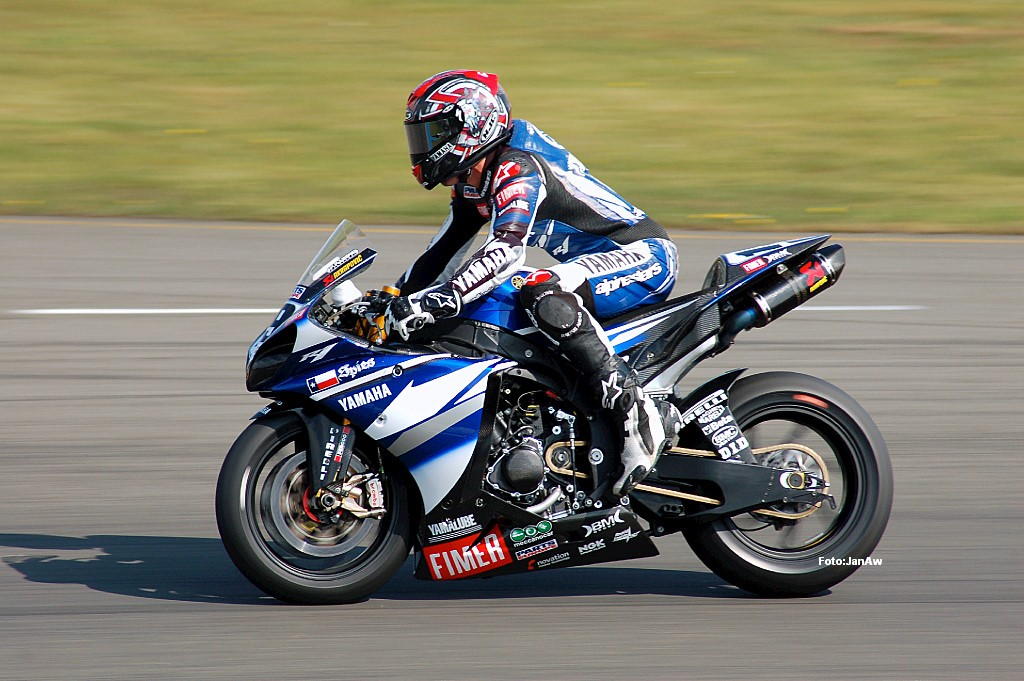
Spies 2009-ben, a holland nagydíjon.

2008. október elsején jelentette be a gyári Yamaha Italia csapata Spies szerződtetését. Rögtön első versenyén sikerült megszereznie a pole-pozíciót, azonban az első futama nem sikerült jól, ugyanis rögtön az első körben elesett. Bár folytatni tudta a versenyt, ekkor csak tizenhatodik lett. A második ausztrál futamot megnyerte, ezzel az első amerikai futamgyőztes lett Colin Edwards 2002-es sikerei óta.
Később is számos győzelmet szerzett, illetve többször állt dobogón. Egészen az amerikai nagydíjig, vagyis a hetedik versenyhétvégéig minden egyes alkalommal ő nyerte a Superpole-edzést, ezzel megdöntötte a szintén amerikai Doug Pollen 1991-ben felállított rekordját, aki hatszor tudott egymás után az első rajtkockából indulni. A szezon során egyébként végig nagy harcban volt a korábban többször második Haga Norijukival. Kettejük párharcából végül Spies került ki győztesen, azonban ez egészen az utolsó, portugál versenyhétvégéig kérdéses volt.

### MotoGP, hivatalos versenyzőként
2009. október elsején vált hivatalossá az, hogy Spies 2010-es világbajnokságra a Tech 3 versenyzője lesz James Toseland csapattársaként. Érdekesség, hogy még ebben az évben versenyzett, a szezonzáró valenciai nagydíjon a tizenkettedik helyről indulva hetedik lett.
Első teljes szezonját tehát 2010-ben futotta. Idényét rögtön egy ötödik hellyel indította, a következő két futamon azonban kiesett. Ezt követően minden további versenyen pontszerzőként végzett, sőt, kétszer dobogóra is állhatott, a brit nagydíjon harmadik, hazai versenyén, Indianapolisban pedig a pole-ból indulva másodikként zárt. Összetettbeli hatodik helyével ő lett az év legjobb újonca.
2011-re a gyári Yamaha csapatának tagja lett, csapattársa az előző évi világbajnok Jorge Lorenzo volt. Katarban ezúttal hatodikként zárt, majd hasonlóan az előző idényhez, a következő két futamot feladni kényszerült. Ugyancsak párhuzam volt 2010-zel, hogy első dobogós helyezését ismét az ötödik versenyen szerezte meg. A holland TT-n sikerült megszereznie pályafutása első győzelmét a MotoGP-ben, miután a második helyről indulva sikerült megelőznie a később balesetet szenvedő Marco Simoncellit. A következő versenyek egyikén sem végzett hatodiknál rosszabb helyen, ezek között volt egy harmadik és egy második hely is. A 2011-es évadot végül ugyanannyi ponttal (176) ötödikként zárta.
2012-re is maradt a Yamaha gyári csapatának versenyzője. A szezon eleje rendkívül gyengén sikerült számára, ugyanis az első négy versenyen egy alkalommal pontot sem szerzett, valamint amikor szerzett is, két tizenegyedik helyére sem lehetett különösebben büszke. A következő futamok már jobban sikerültek Spies számára, ugyanis a brit nagydíjon ötödik, míg Assenben és a Sachsenringen negyedik helyen intették le. A szezon (számára) utolsó nyolc versenyéből öt alkalommal is feladni kényszerült az éppen aktuális versenyt, az egyik kiesése alkalmával, Malajziában pedig meg is sérült, így a szezon utolsó két futamát ki kellett hagynia. A csalódást keltő szezon vége 88 pont és egy tizedik hely lett.
Már 2012 nyarán hivatalossá vált, hogy Spies elhagyja a Yamahát, és a Pramac Ducatihoz igazol. A 2013-as idényben csak az első két futamon tudott elindulni, ezt követően számos versenyt ki kellett hagynia. Indianapolisban megpróbálkozott a visszatéréssel, azonban újabb sérüléseket szenvedett, ennek következtében pedig úgy döntött, visszavonul az aktív versenyzéstől.

## Statisztika
| Év          | Sorozat            | Sorozat            | Pole | Versenyek | Dobogó | Győzelem | Második | Harmadik | Leggyorsabb kör | Bajnoki cím |
| ----------- | ------------------ | ------------------ | ---- | --------- | ------ | -------- | ------- | -------- | --------------- | ----------- |
| Összesített | Superbike          | Superbike          | 11   | 28        | 17     | 14       | 2       | 1        | 6               | 1           |
| Összesített | MotoGP             | MotoGP             | 1    | 55        | 6      | 1        | 2       | 3        | 1               | 0           |
| Összesített | AMA Superbike      | AMA Superbike      | 43   | 74        | 68     | 29       | 31      | 8        | 30              | 3           |
| Összesített | AMA Superstock     | AMA Superstock     | 11   | 19        | 11     | 9        | 2       | 0        | 8               | 1           |
| Összesített | AMA Formula Xtreme | AMA Formula Xtreme | 1    | 10        | 7      | 5        | 0       | 2        | 8               | 1           |
| Összesítet  | AMA Supersport     | AMA Supersport     | 2    | 28        | 4      | 1        | 2       | 1        | 2               | 0           |
| Év          | Sorozat            | Motor              | Pole | Verseny   | Dobogó | Győzelem | Második | Harmadik | Leggyorsabb kör | Poz.        |
| 2013        | MotoGP             | Ducati GP13        | 0    | 2         | 0      | 0        | 0       | 0        | 0               | 21.         |
| 2012        | MotoGP             | Yamaha YZR-M1      | 0    | 16        | 0      | 0        | 0       | 0        | 0               | 10.         |
| 2011        | MotoGP             | Yamaha YZR-M1      | 0    | 16        | 4      | 1        | 1       | 2        | 1               | 5.          |
| 2010        | MotoGP             | Yamaha YZR-M1      | 1    | 17        | 2      | 0        | 1       | 1        | 0               | 6.          |
| 2009        | MotoGP             | Yamaha YZR-M1      | 0    | 1         | 0      | 0        | 0       | 0        | 0               | 20          |
| 2009        | World Superbike    | Yamaha YZF-R1      | 11   | 28        | 17     | 14       | 2       | 1        | 6               | 1.          |
| 2008        | MotoGP             | Suzuki GSV-R       | 0    | 3         | 0      | 0        | 0       | 0        | 0               | 19.         |
| 2008        | AMA Superbike      | Suzuki GSXR-1000   | 15   | 19        | 18     | 10       | 8       | 0        | 11              | 1.          |
| 2007        | AMA Superbike      | Suzuki GSXR-1000   | 15   | 19        | 19     | 8        | 11      | 0        | 9               | 1.          |
| 2007        | AMA Superstock     | Suzuki GSXR-1000   | 7    | 8         | 7      | 7        | 0       | 0        | 6               | 1.          |
| 2006        | AMA Superbike      | Suzuki GSXR-1000   | 13   | 19        | 17     | 10       | 6       | 1        | 9               | 1.          |
| 2006        | AMA Supersport     | Suzuki GSXR-600    | 0    | 7         | 1      | 0        | 0       | 1        | 0               | 14.         |
| 2005        | AMA Superbike      | Suzuki GSXR-1000   | 0    | 17        | 14     | 1        | 6       | 7        | 1               | 2.          |
| 2005        | AMA Supersport     | Suzuki GSXR-600    | 0    | 10        | 0      | 0        | 0       | 0        | 0               | 4.          |
| 2004        | AMA Superstock     | Suzuki GSXR-1000   | 4    | 11        | 4      | 2        | 2       | 0        | 2               | 5.          |
| 2004        | AMA Supersport     | Suzuki GSXR-600    | 2    | 11        | 3      | 1        | 2       | 0        | 2               | 4.          |
| 2003        | AMA Formula Xtreme | Suzuki GSXR-600    | 1    | 10        | 7      | 5        | 0       | 2        | 1               | 1.          |
| 2003        | AMA Supersport     | Suzuki GSXR-600    | 0    | 11        | 3      | 1        | 0       | 2        | 0               | 9.          |
| 2003        | AMA Superbike      | Suzuki GSXR-1000   | 0    | 5         | 0      | 0        | 0       | 0        | 0               | 54.         |
| 2002        | AMA Supersport     | Suzuki GSXR-600    | 0    | 10        | 0      | 0        | 0       | 0        | 0               | 9.          |
| 2002        | AMA Formula Xtreme | Suzuki GSXR-600    | 0    | 10        | 0      | 0        | 0       | 0        | 0               | 6.          |

## Teljes MotoGP-eredménylistája
(Táblázat értelmezése)

(Félkövér: pole-pozícióból indult; dőlt: leggyorsabb kört futott) 

| Év   | Géposztály | Csapat | 1      | 2       | 3       | 4      | 5       | 6       | 7     | 8      | 9      | 10      | 11      | 12      | 13    | 14    | 15      | 16      | 17      | 18    | Poz. | Pont |
| ---- | ---------- | ------ | ------ | ------- | ------- | ------ | ------- | ------- | ----- | ------ | ------ | ------- | ------- | ------- | ----- | ----- | ------- | ------- | ------- | ----- | ---- | ---- |
| 2008 | MotoGP     | Suzuki | QAT    | ESP     | POR     | CHN    | FRA     | ITA     | CAT   | GBR 14 | NED    | GER     | USA 8   | CZE     | RSM   | IND 6 | JPN     | AUS     | MAL     | VAL   | 19.  | 20   |
| 2009 | MotoGP     | Yamaha | QAT    | JPN     | SPA     | FRA    | ITA     | CAT     | NED   | USA    | GER    | GBR     | CZE     | IND     | SMR   | POR   | AUS     | MAL     | VAL 7   |       | 20.  | 9    |
| 2010 | MotoGP     | Yamaha | QAT 5  | SPA Ki  | FRA Ki  | ITA 7  | GBR 3   | NED 4   | CAT 6 | GER 8  | USA 6  | CZE 4   | IND 2   | SMR 6   | ARA 5 | JPN 8 | MAL 4   | AUS 5   | POR DNS | VAL 4 | 6.   | 176  |
| 2011 | MotoGP     | Yamaha | QAT 6  | SPA Ret | POR Ret | FRA 6  | CAT 3   | GBR Ret | NED 1 | ITA 4  | GER 5  | USA 4   | CZE 5   | IND 3   | RSM 6 | ARA 5 | JPN 6   | AUS DNS | MAL C   | VAL 2 | 5.   | 176  |
| 2012 | MotoGP     | Yamaha | QAT 11 | SPA 11  | POR 8   | FRA 16 | CAT 10  | GBR 5   | NED 4 | GER 4  | ITA 11 | USA Ret | IND Ret | CZE Ret | RSM 5 | ARA 5 | JPN Ret | MAL Ret | AUS     | VAL   | 10.  | 88   |
| 2013 | MotoGP     | Ducati | QAT 10 | AME 13  | SPA     | FRA    | ITA DNS | CAT     | NED   | GER    | USA    | IND DNS | CZE     | GBR     | RSM   | ARA   | MAL     | AUS     | JPN     | VAL   | 21.  | 9    |

## Teljes Superbike-eredménylistája
(Táblázat értelmezése)

(Félkövér: pole-pozícióból indult; dőlt: leggyorsabb kört futott) 

| Év   | Motor  | 1      | 1     | 2     | 2     | 3       | 3     | 4     | 4       | 5      | 5     | 6     | 6       | 7     | 7     | 8     | 8     | 9     | 9     | 10      | 10    | 11    | 11    | 12    | 12    | 13    | 13    | 14    | 14    | Poz. | Pont |
| Év   | Motor  | V1     | V2    | V1    | V2    | V1      | V2    | V1    | V2      | V1     | V2    | V1    | V2      | V1    | V2    | V1    | V2    | V1    | V2    | V1      | V2    | V1    | V2    | V1    | V2    | V1    | V2    | V1    | V2    | Poz. | Pont |
| ---- | ------ | ------ | ----- | ----- | ----- | ------- | ----- | ----- | ------- | ------ | ----- | ----- | ------- | ----- | ----- | ----- | ----- | ----- | ----- | ------- | ----- | ----- | ----- | ----- | ----- | ----- | ----- | ----- | ----- | ---- | ---- |
| 2009 | Yamaha | AUS 16 | AUS 1 | QAT 1 | QAT 1 | SPA Ret | SPA 2 | NED 1 | NED Ret | ITA 15 | ITA 1 | RSA 3 | RSA Ret | USA 1 | USA 1 | SMR 1 | SMR 9 | GBR 1 | GBR 1 | CZE Ret | CZE 1 | GER 1 | GER 2 | ITA 4 | ITA 5 | FRA 1 | FRA 4 | POR 1 | POR 5 | 1.   | 462  |